# Amantadin
Amantadín je protivirusno zdravilo, ki se uporablja za preprečevanje in zdravljenje gripe, ki jo povzročajo virusi iz rodu Influenzavirus A, ter zdravljenje Parkinsonove bolezni. V prometu je za zdravljenje in kemoprofilakso influence A že od sredine 60. let dvajsetega stoletja. V Sloveniji na tržišču ni registriranega zdravila z amantadinom.

## Mehanizem delovanja
Amantadin (podobno kot rimantadin) zavira delovanje beljakovine M2, ki deluje kot ionski kanalček na dveh stopnjah podvojevanja virusa influence A znotraj gostiteljeve celice: pri zlitju virusne membrane in membrane endosoma ter kasneje pri združevanju virusnih delcev v nove viruse in njihovem sproščanju iz celice.
Pri Parkinsonovi bolezni mehanizem delovanja ni popolnoma pojasnjen, predstavljeni so pa bili že številne domneve glede delovanja, med njimi povečanje sproščanja dopamina, zaviranja ponovnega privzema aminov in neposreden učinek na dopaminske receptorje.

## Uporaba
Amantadin je učinkovit le pri influenci A, ne pa tudi tipu B. Zdravljenje influence je treba pričeti zdraviti čim prej, najkasneje v roku dveh dneh po nastopu simptomov. Učinek zdravljenja se odrazi v zmanjšani jakosti simptomov influence in v skrajšanju trajanja bolezni za približno en dan. Da bi se zmanjšalo tveganje za pojav proti zdravilu odpornih sevov virusa influence A, je treba zdravljenje z amantadinom prekiniti takoj, ko je to klinično upravičeno (običajno po 3 do 5 dneh zdravljenja ali pa po 24 do 48 ur po prenehanju simptomov). Pri preprečevanju okužbe je amantadin učinkovit v 70 do 90 % primerov. Poleg zaščite pred gripo omogoča ob stiku osebe z virusi influence in subklinični okužbi tudi razvoj protiteles in s tem pridobitev imunosti, prav tako pa ne moti razvoja protiteles po cepljenju proti gripi.
Pri blagem ali zmernem parkinsonizmu se lahko uporablja samostojno in je učinkovit pri okoli 50 % bolnikov. Pri hujši obliki bolezni se lahko uporablja kot dopolnilo pri zdravljenju z levodopo. Pri samostojni uporabi učinek običajno izzveni po nekaj mesecih uporabe.

## Neželeni učinki
Najpogostejši neželeni učinki amantadina so antiholinergični učinki (motnje vida, zmedenost, motnje pri uriniranju, halucinacije, motnje prebavil, suha usta). Redkeje se pojavljajo: izguba spomina, zaviranje osrednjega živčevja, vpliv na srce (srčno popuščanje), pojav depozitov v roženici in druge motnje vida, dispneja, hiperkinezija, povišan krvni tlak, levkopenija in nevtropenija, psihoze, kožni osip, motnje govora ter samomorilskost.